# Chaetodemoticus chilensis
Chaetodemoticus chilensis är en tvåvingeart som först beskrevs av Ignaz Rudolph Schiner 1868.  Chaetodemoticus chilensis ingår i släktet Chaetodemoticus och familjen parasitflugor. Inga underarter finns listade i Catalogue of Life.